# Peróxido de sódio
Peróxido de sódio é um composto químico de fórmula Na2O2, resultante da queima do sódio.
É um potente oxidante.